# Талассная меланостигма
Талассная меланостигма (лат. Melanostigma thalassium) — вид морских лучёпёрых рыб рода меланостигм из семейства бельдюговых.

## Ареал
Все известные экземпляры талассной меланостигмы были подняты тралом с глубин 960–1080 м близ южного участка океанического Китового хребта в Юго-Восточной Атлантике. Возможно, особи этого вида были обнаружены также в северной части хребта в районе банки Вальдивия. Не исключено, что талассные меланостигмы распространены на южной части атлантического шельфа Африки (о чём косвенно говорит сходство составов фауны Китового хребта и африканского шельфа и склона), однако ни одного экземпляра этого вида из указанной области не описано. Находки экземпляров меланостигм у атлантического побережья Африки, приписываемые M. gelatinosum, также могут быть недиагностированными особями данного вида.

## История изучения
Вид был описан А. В. Балушкиным и М. В. Орловской в 2019 году по шести образцам (голотип и паратипы), собранным весной 1976 года в южной Атлантике во время экспедиции АтлантНИРО на судне "Салехард" и хранящимся в фондах ЗИН РАН. Таксономическая принадлежность образцов до описания вида была спорной, предполагалось определение их как относящихся к M. gelatinosum или M. meteori. Новый таксон был описан после обнаружения в фондах дополнительных некаталогизированных образцов, также собранных в 1976 году в ходе той же экспедиции.
Видовое название thalassium происходит от греческого «Θάλασσα», что означает «море» и отсылает на обнаружение образцов во внешельфовой океанической зоне.

## Описание
Рыбы с удлиненным утончённым телом; длина известных особей варьирует в пределах от 89 до 123 мм. Голова относительно небольшая, со слегка скошенным конечным ртом. Зубы подвижные, конические, более крупные в передней части рта. У симфиза предчелюстной кости зубы расположены в 3 три ряда, в остальной части пасти — в один ряд. Сошник и нёбо озублены (пять на сошнике голотипа). Ноздрей одна пара, снабжены кожаными трубочками. Жаберное отверстие некрупное, расположено выше верхнего края грудного плавника. Шесть жаберных лучей с простыми тычинками.
Позвонков 90-92, из них 20-21 приходятся на туловище, 70-71 — на хвост. Строение позвоночного столба в целом близко к анатомии меланостигмы "Метеора": амфицельные позвонки с крупными отростками, накладывающимися на постзигапофизы предшествующего позвонка презигапофизами. Верхние рёбра с 3–4 позвонков и заканчиваются не далее 6–9, нижние рёбра – с 3–4-го, заканчиваются не далее 6–7-го. С гипуральным позвонком срощены две гипуральные пластинки. Предуростилярный позвонок без верхнего остистого отростка. 
Сейсмосенсорная система сложена из парных соединяющихся позади глаза супраорбитальных (не соединённых корональной комиссурой), инфраорбитальных и темпоральных каналов, обособленных (не соединяются ни с другими каналами, ни между собой) парных преоперкуло-мандибулярных каналов. Боковая линия представлена тремя (предорсальной, дорсолатеральной и медиолатеральной) сериями. Невромасты всех серий хорошо различаются только у голотипа и одного из паратипов.
В спинном плавнике 84-86 лучей, в анальном — 70-72, в грудных — 8-10, в хвостовом — 8 основных лучей. Конец хвостового плавника закруглённый, сам плавник узкий.
Тело непрозрачное, в основном коричневого цвето. В чёрный цвет окрашены область вокруг ануса, трубочки ноздрей, дыхательные перепонки, жаберная и ротовая полости. Элементы жабр окрашены в светлые и тёмные оттенки коричневого. Грудные плавники светло-коричневые.

## Биология
Биология не изучена. Ни один из известных экземпляров не имеет зрелых гонад, что может указывать как на неполовозрелый возраст на момент вылова (на что также указывают небольшие размеры животных), так и на принадлежность вида к карликовой группе меланостигм, нерест которых не приходится на весну. Если талассные меланостигмы, подобно M. atlanticum, относятся к «инфернофильным» видам и мечут икру в грунтовых норах, то в распоряжении вида находятся подходящие для этого фораминиферовые илы, покрывающие Китовий хребет.